# Henry Rambusch
Henry Andreas Rambusch (* 16. Oktober 1881 in Aarhus; † 20. Mai 1954 in Kopenhagen) war ein dänischer Fußballspieler.

## Karriere

### Vereine
Rambusch begann im Alter von 13 Jahren im Kopenhagener Stadtteil Østerbro beim dort ansässigen Østerbros Boldklub mit dem Fußballspielen. Im Alter von 16 Jahren wechselte er zu B.93 Kopenhagen. Von 1898 bis 1909 bestritt er 56 Meisterschaftsspiele, in denen er als Stürmer 34 Tore erzielte.
Mit seiner Mannschaft nahm er im Jahr 1902 an der ersten Auslandsreise teil, die nach Ungarn und Böhmen führte. Gegen den Budapester Verein Budapesti Posta-es Tavirde Tisztwiselök Sport-Egyesülete gewann sie 2:0; die restlichen vier Spiele wurden ebenfalls gewonnen.
In der Saison 1902/03 war er Spieler des BTuFC Britannia 1892, mit dem er an der Endrunde um die Deutsche Fußballmeisterschaft teilnahm und am 10. Mai 1903 bei der 1:3-Niederlage gegen den späteren Deutschen Meister VfB Leipzig im Viertelfinale eingesetzt wurde. Nach Dänemark zurückgekehrt spielte er noch bis ins Jahr 1909 für B.93 Kopenhagen.

### Auswahlmannschaft
Vom 23. bis 25. April nahm er mit der Kopenhagener Stadtauswahl am Fußballturnier im Rahmen der Olympischen Zwischenspiele 1906 teil; eine Nationalmannschaft Dänemarks existierte zu diesem Zeitpunkt nicht – sie trug ihr erstes offizielles Länderspiel am 19. Oktober 1908 im Viertelfinale des olympischen Fußballturniers gegen die B-Nationalmannschaft Frankreichs in London aus.
Die im Inneren des Velodroms in Neo Faliro, einem Stadtteil von Piräus, südlich von Athen, ausgetragenen Spiele gegen eine Auswahlmannschaft aus Smyrna und gegen Ethnikos GS Athênai wurden mit 5:1 und 9:0 gewonnen und bescherten ihm und seiner Mannschaft die Goldmedaille.
Es war kein olympisches Jahr und somit waren die Spiele inoffiziell, aber die Griechen wollten den 10. Jahrestag der ersten Olympischen Spiele in der Neuzeit feiern.

## Erfolge
- Olympische Goldmedaille 1906

## Sonstiges
Als Sohn von Holger Rambusch erlernte er wie auch sein Vater den Beruf des Ingenieurs. Später diente er den dänischen Streitkräften in der Artillerietruppe und wurde im Jahr 1905 zum Løjtnant befördert.
Rambusch gehörte in der Saison 1916/17 dem Vorstand von B.93 an war danach mehrere Jahre Leiter der Nachwuchsabteilung Fußball.
Rambusch, der mit dem Dannebrogorden der Klasse 3 (Ritter) ausgezeichnet wurde, starb am 20. Mai 1954 im Alter von 72 Jahren in Kopenhagen.